# Município Cambundi-Catembo
Município Cambundi-Catembo är en kommun i Angola.   Den ligger i provinsen Malanje, i den centrala delen av landet, 500 km öster om huvudstaden Luanda.
I omgivningarna runt Município Cambundi-Catembo växer huvudsakligen savannskog. Runt Município Cambundi-Catembo är det glesbefolkat, med 15 invånare per kvadratkilometer.